# 南门峡水库
南门峡水库是中国青海省海东地区互助土族自治县境内的一座水库，位于湟水二级支流南门峡河上，建于1981年。水库正常库容为1830万立方米，集雨面积为217平方千米，海拔为2771米。